# Incendio di Southwark
L'incendio di Southwark fu una battaglia combattuta a Southwark durante la conquista normanna dell'Inghilterra nell'ottobre del 1066.
I soldati normanni del duca Guglielmo combatterono con i soldati anglosassoni a Southwark per il controllo del ponte di Londra, che attraversa il Tamigi fino alla capitale inglese. La battaglia vide vittoriosi i Normanni, che però dovettero ritirarsi da Southwark per via della forte resistenza locale; nella ritirata diedero alla fuoco alla città distruggendola per diffondere il terrore. Guglielmo marciò quindi verso ovest e interruppe le rotte di rifornimento anglosassoni dirette a Londra, il che portò la città a sottomettersi al suo governo.

## Contesto

Mappa degli eventi chiave della conquista normanna

Guglielmo, duca di Normandia, aveva lanciato la sua invasione del Regno d'Inghilterra alla fine di settembre 1066, dichiarando la sua pretesa al trono inglese dopo il re anglosassone Edoardo il Confessore, figlio della sua prozia Emma di Normandia, morì senza lasciare eredi. La morte di Edoardo nel gennaio 1066 portò all'incoronazione di suo cognato, Aroldo Godwinson, da parte del Witenagemot anglosassone, che provocò una violenta crisi di successione cui presero parte suo fratello Tostig Godwinson, il re di Norvegia Harald Hardrada, e i figli del conte di Mercia Ælfgar, Morcar e Ēadwine (Edwin o Edvino). Al 25 settembre, Aroldo aveva sconfitto gli altri suoi avversari eccetto Guglielmo che il 28 settembre sbarcò nell'isola.
Il 14 ottobre, Guglielmo sconfisse una forza inglese nella battaglia di Hastings e uccise Aroldo, quindi si trasferì per assicurare la presa della capitale inglese a Londra, dove il Witenagemot proclamò re Edgardo Atelingo. Aspettandosi poca resistenza, Guglielmo inviò una piccola forza di cavalleria nella città strategica di Southwark per proteggere l'estremità meridionale del ponte di Londra, che permetteva l'attraversamento del Tamigi e l'accesso diretto alla capitale. A quel tempo, Southwark era un sobborgo parzialmente fortificato di Londra e faceva parte del patrimonio personale della famiglia Godwinson.

## Battaglia
Sebbene parte della popolazione londinese sostenne Guglielmo, ma molti si opposero agli invasori normanni, unendosi alle forze anglosassoni locali guidate da Ansgar (o Esegar), l'alfiere reale e sceriffo del Middlesex. Ansgar era stato ferito mentre guidava per Aroldo un contingente di londinesi nella battaglia di Hastings, ma era tornato in città con un certo numero di altri condottieri anglosassoni per organizzare una difesa contro Guglielmo. Sebbene le ferite di Ansgar fossero così gravi che non era in grado di camminare e doveva essere trasportato su una lettiga, sembra che abbia radunato una forza dalla terza leva stagionale del fyrd e le sue truppe furono descritte come "numerose e formidabili". Guglielmo fece un'offerta ad Ansgar con la quale avrebbe potuto mantenere le sue proprietà e la posizione di sceriffo e unirsi al consiglio di Guglielmo se lo avesse riconosciuto come re. Ansgar rifiutò la proposta del Normanno e guidò un certo numero di cittadini londinesi contro le sue forze a Southwark: Edwin, conte di Mercia, Morcar, conte di Northumbria e Ealdred, arcivescovo di York, potrebbero essere stati tra i difensori. I 500 cavalieri normanni sconfissero le forze anglosassoni e raggiunsero il ponte di Londra ma, colpiti dalla feroce difesa messa in piedi dai difensori, non riuscirono a tenere la struttura e dovettero battere in ritirata. Durante la ritirata, i Normanni incendiarono la città di Southwark per diffondere il terrore tra gli abitanti di Londra. L'incendio distrusse la città quasi completamente, compresa la zecca, che tornò al precedente regime di conio alla fine degli anni 1080.

## Conseguenze
Grazie alla difesa degli abitanti di Southwark, Guglielmo dovette rinviare l'assalto di Londra. L'unità degli esploratori normanna si riunì con l'esercito principale che iniziò una marcia tortuosa intorno all'ovest di Londra. Il territorio circostante la capitale era fortemente anti-normanno. Trovando molti guadi del Tamigi sorvegliati e difesi, Guglielmo evitò Reading e raggiunse Wallingford dove attraversò il fiume grazie al sostegno del thegn sassone Wigod. Guglielmo separò quindi le sue forze in due divisioni; ne condusse una personalmente verso nord attraverso Wendover a Berkhamsted, mentre l'altra fu inviata verso Sonning, Wargrave, Maidenhead e Chalfont St. Peter.
Le forze di Guglielmo tagliarono le rotte di rifornimento che legavano Londra al resto del regno anglosassone. Grazie all'interruzione dei rifornimenti, all'incendio di Southwark e ai negoziati del duca con la contea di Kent, Guglielmo riuscì a portare la capitale alla resa. Guglielmo era stato in contatto con i più importanti ecclesiastici della capitale inglese per convincerli a sostenere la sua causa, e sembra che siano riusciti a influenzare i capi anglosassoni della città che si sono recati a Berkhamsted per giurare fedeltà a Guglielmo e consegnargli le chiavi delle porte della città. Guglielmo entrò pacificamente in città e fu incoronato re d'Inghilterra nell'abbazia di Westminster il giorno di Natale.